# Операция «Скорпион»
Операция «Скорпион» (нем. Operation Skorpion) — контрнаступление немецких войск в Северной Африке во время Второй мировой войны, осуществленное в период 26—27 мая 1941 года.

## Предыстория
В середине мая 1941 года британские войска в Египте попытались воспользоваться локальной слабостью немецко-итальянских сил в районе египетско-ливийской границы, но не преуспели в этом, однако сумели захватить важный горный проход Халфайя. 20 мая британский командующий генерал Уэйвелл получил информацию, что к немцам начали подходить из Триполи части 15-й танковой дивизии. Таким образом возможность разгромить Роммеля до получения им подкреплений отпала. В Александрию сумел прорваться через Средиземное море конвой «Тайгер», но техническое состояние многих из доставленных им танков оказалось неважным, и поэтому подготовка британских войск к возобновлению боевых действий сильно затянулась.
Тем временем немцы, ожидая серьёзного наступления с целью облегчения положения осаждённого Тобрука, решили отбить и удержать проход Халфайя. С этой целью практически вся недавно прибывшая 15-я танковая дивизия была сосредоточена между Капуццо и Сиди-Омаром. Халфайю удерживала боевая группа 3-го батальона Колдстримского гвардейского полка, полк полевой артиллерии и два бронетанковых эскадрона.

## Ход событий
26 мая немцы выдвинулись к Халфайе, и в тот же вечер захватили высоту к северу от перевала. Предпринятая с целью отбить её британская контратака успеха не имела. С утра 27 мая после сильной артиллерийской подготовки немцы начали атаку силами двух батальонов и 60 танков. Британцы были вынуждены отступить, потеряв 8 офицеров и 165 солдат; в строю осталось лишь два британских танка.

## Итоги и последствия
Овладев перевалом, немцы подготовили там противотанковые позиции, вкопав в землю 88-миллиметровые зенитные орудия. Они оказались серьёзным препятствием на пути последовавшего через три недели британского наступления.